# 馬明謨
馬明謨（1535年—？），字君獻，直隸廣平府廣平縣人，民籍，明朝政治人物。

## 生平
順天府鄉試第一百十名舉人。嘉靖四十一年（1562年）中式壬戌科會試第二百七十一名，三甲第一百九十名進士。授镇江府推官，选授監察御史，隆慶三年（1569年）丁忧。六年（1572年）六月復除福建道御史，八月巡按淮扬，萬曆元年（1573年）出任處州府知府。

## 家族
曾祖馬雲；祖父馬進；父馬人慈，學正。母潘氏。慈侍下。兄明典。弟明命。